# Mary Banotti

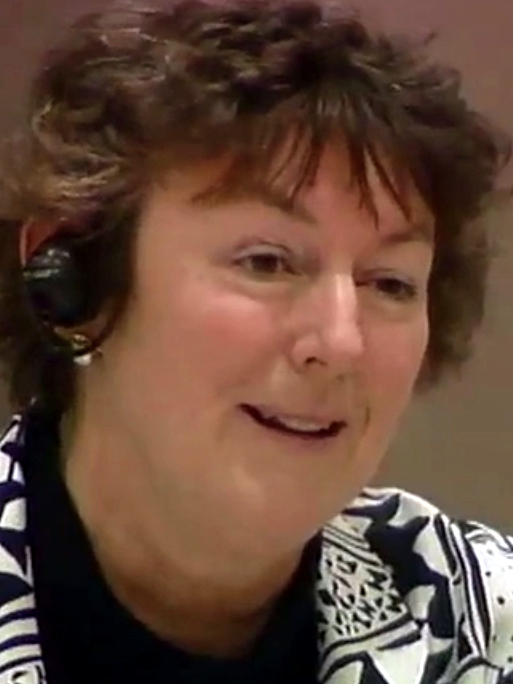
Mary Banotti, 1995

Mary Elizabeth Banotti (Geburtsname: O’Mahony; * 29. Mai 1939 in Clontarf, Dublin; † 10. Mai 2024) war eine irische Politikerin der Fine Gael und Abgeordnete des Europäischen Parlaments.

## Biografie
Mary Banotti wuchs im Dubliner Stadtteil Clontarf auf. Sie wurde am University College Dublin zur Krankenschwester ausgebildet. Sie war die ältere Schwester der früheren Justizministerin Nora Owen und die Großnichte von Michael Collins. Sie war von 1967 bis 1987 mit Fabio Banotti verheiratet, mit dem sie ein Kind hatte.
1983 versuchte sie, bei Nachwahlen im Wahlkreis Dublin Central in den Dáil Éireann einzuziehen. Auch die Wahl zum Seanad Éireann im selben Jahr misslang.
1984 wurde sie von der Fine Gael zur Wahl in das Europäische Parlament aufgestellt. Banotti erhielt einen Sitz im Wahlbezirk Dublin und konnte diesen bis 2004 verteidigen. Bei der Europawahl 2004 trat sie nicht mehr an.
1997 war Mary Banotti Präsidentschaftskandidatin der Fine Gael. Sie konnte sich mit 29,3 % der Stimmen gegen die erstplatzierte Mary McAleese von der Fianna Fáil (45,2 %) jedoch nicht durchsetzen.
Noch bevor sie sich aus der Politik zurückgezogen hatte, engagierte sie sich beim International Centre for Missing & Exploited Children.